# Viña Machado
Virginia María Machado más conocida como Viña Machado (Santa Marta, 17 de agosto de 1979) es una modelo y actriz de televisión colombiana. Es reconocida por interpretar muchos personajes en diferentes telenovelas y series de su país natal y por su colaboración y aparición en varios videos de la cantante mexicana Paulina Rubio.

## Filmografía

### Televisión
| Año       | Título                         | Personaje                                  | Canal                   |
| --------- | ------------------------------ | ------------------------------------------ | ----------------------- |
| 2025      | Manes                          | Aymara                                     | Prime Video             |
| 2024-2025 | Cien años de soledad           | Pilar Ternera                              | Netflix                 |
| 2022-2023 | Leandro Díaz                   | Ignacia «Nacha» Díaz Ospino                | Canal RCN / Prime Video |
| 2019-2021 | Enfermeras                     | Jefe Gloria Mayorga Moreno                 | Canal RCN               |
| 2019      | El man es Germán               | Ella misma                                 | Canal RCN               |
| 2019      | El general Naranjo             | Esperanza                                  | Fox Premium Series      |
| 2019      | Pescaíto, el templo del fútbol | Mamá de Alex                               | Tele Caribe             |
| 2018      | La ley secreta                 | Sandra Medina / Laura de Dávila            | Netflix                 |
| 2017      | El Comandante                  | Carmen Rondón                              | Canal RCN               |
| 2017      | La Cacica                      | Consuelo Araújo Noguera                    | Caracol Televisión      |
| 2016      | La esclava blanca              | Eugenia vda. de Upton / Eugenia de Márquez | Caracol Televisión      |
| 2015-2016 | Celia                          | Carmen                                     | Canal RCN               |
| 2015-2016 | Anónima                        | Sofía Linares                              | Canal RCN               |
| 2015      | Lady, la vendedora de rosas    | Bridgit Restrepo                           | Canal RCN               |
| 2014      | La playita                     | Marysol Barguil                            | Canal RCN               |
| 2014      | Comando élite                  | Capitán Anabella Morón                     | Canal RCN               |
| 2012      | Historias clasificadas         | Astrid                                     | Canal RCN               |
| 2011      | Correo de inocentes            | Ines                                       | Canal RCN               |
| 2010      | El cartel                      | Joyce                                      | Caracol Television      |
| 2010      | Tierra de cantores             |                                            | Caracol Television      |
| 2009      | El fantasma del Gran Hotel     | Paola                                      | Canal RCN               |
| 2008-2010 | Oye bonita                     | María Elvira Santos                        | Caracol Television      |
| 2008-2009 | Los Protegidos                 | Laura                                      | Canal RCN               |
| 2008      | Súper pá                       | Fernanda Castro                            | Canal RCN               |
| 2004-2005 | Dora, la celadora              | Beatriz                                    | Caracol Television      |
| 2003-2004 | La Jaula                       | Invitada                                   | Televisa                |

### Cine
| Año  | Título                       | Personaje | Rol          |
| ---- | ---------------------------- | --------- | ------------ |
| 2024 | La Pena Máxima 2             | Diana     | Reparto      |
| 2021 | Angel de mi vida             | Yolanda   | Protagonista |
| 2019 | El Rey Del Sapo              | Amparo    | Protagonista |
| 2019 | Juan Apóstol, El Más Amado   | Elisa     | Reparto      |
| 2015 | Hangman's Game               | Vanessa   | Protagonista |
| 2014 | Liquid Mirror (Cortometraje) |           |              |
| 2014 | Sea Child (Cortometraje)     | Mamá      | Protagonista |

### Reality Shows
| Año  | Título                                        | Rol          | Canal     |
| ---- | --------------------------------------------- | ------------ | --------- |
| 2021 | MasterChef Celebrity                          | Participante | Canal RCN |
| 2005 | La isla de los famosos 2: una aventura pirata | Participante | Canal RCN |

### Videos musicales
- La foto de los dos: Carlos Vives (2013)
- El Caballero: Peter Manjarrés (2009)
- El último adiós: Paulina Rubio (2001)
- Yo no soy esa mujer: Paulina Rubio (2001)

## Premios y nominaciones

### Produ Awards
| Año  | Categoría                                       | Telenovela o Serie | Resultado |
| ---- | ----------------------------------------------- | ------------------ | --------- |
| 2023 | Mejor Actriz de Reparto Superserie y Telenovela | Leandro Díaz       | Ganadora  |

### Premios India Catalina
| Año  | Categoría                                     | Telenovela o serie | Resultado |
| ---- | --------------------------------------------- | ------------------ | --------- |
| 2020 | Mejor actriz antagónica de telenovela o serie | Enfermeras         | Ganadora  |